# Elaphoglossum spectabile
Elaphoglossum spectabile là một loài thực vật có mạch trong họ Lomariopsidaceae. Loài này được (Sodiro) C. Chr. mô tả khoa học đầu tiên năm 1913.